# Pauluskirche (Bonndorf)

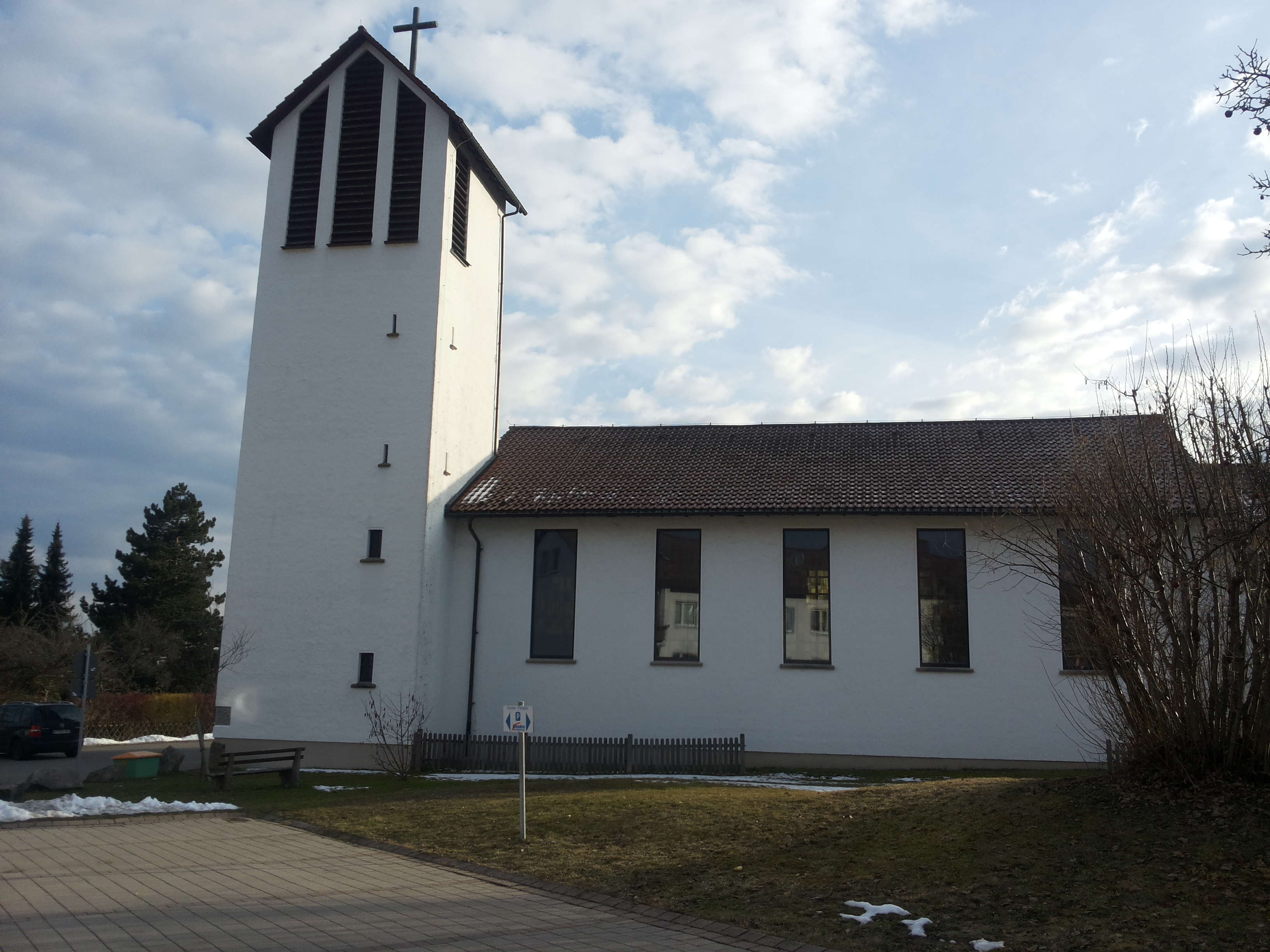
Die Pauluskirche in Bonndorf

Die Pauluskirche ist die evangelische Kirche von Bonndorf im Schwarzwald im baden-württembergischen Landkreis Waldshut. Die Kirche wurde 1953 zusammen mit Gemeindesaal und Pfarrhaus erbaut und bildet heute das Zentrum der evangelischen Kirchengemeinde, die sich über die politischen Gemeinden Bonndorf und Wutach erstreckt.

## Pfarreigeschichte

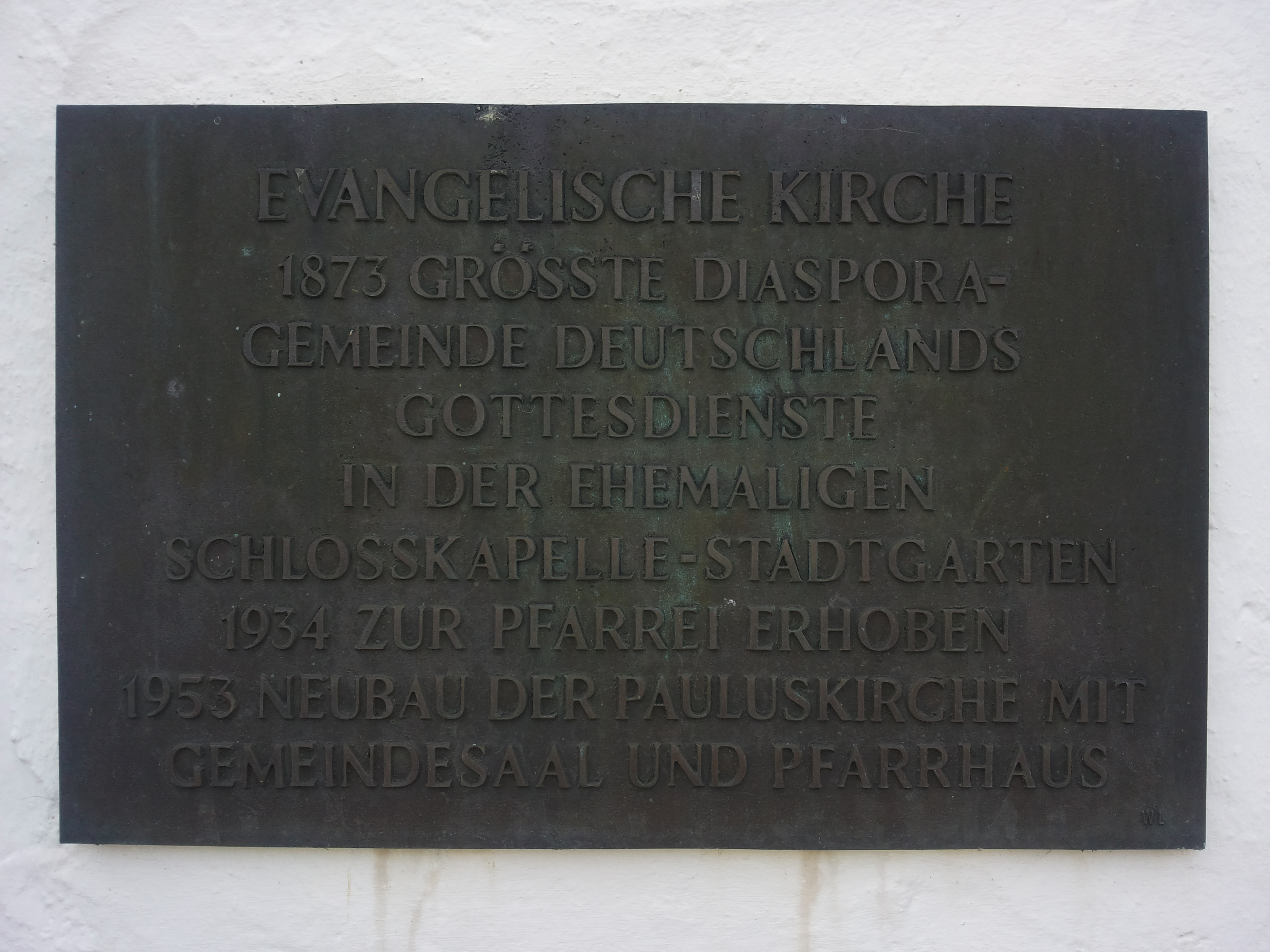
Infotafel an der Pauluskirche in Bonndorf

Die ersten evangelischen Christen in der Raumschaft Bonndorf sind Anfang des 19. Jahrhunderts erwähnt. Damals gab es nur in Waldshut eine evangelische Gemeinde, deren Pastorationsgeistlicher auch für die Raumschaft Bonndorf zuständig war. Im Mai 1873 wurde Bonndorf „Diasporagenossenschaft“ und war damit die flächenmäßig größte Diasporagemeinde Deutschlands. Bonndorf war damals noch keine eigenständige evangelische Kirchengemeinde, da der Ort noch keinen eigenen Pfarrer hatte. Für Gottesdienste stand die Schlosskapelle zur Verfügung. Der erste Gottesdienst fand an Christi Himmelfahrt 1873 in der von der Stadt Bonndorf zur Verfügung gestellten Kapelle statt. Dem Pastorationsbezirk wurden eine Reihe umliegender Ortschaften zugewiesen, wodurch die Zahl der Gemeindemitglieder auf 203 anstieg. 1906 erhielt Bonndorf erstmals einen Pastorationsgeistlichen und 1920 wurde aus der Diasporagenossenschaft eine Diasporagemeinde. 1934 wurde die Gemeinde zum Pfarramt erhoben und war, da noch Löffingen und Lenzkirch zur Gemeinde gehörten, so groß, dass heute vier Pfarrstellen darauf verteilt sind. Nach dem Zweiten Weltkrieg stieg die Zahl der Gemeindemitglieder unter anderem durch Flüchtlinge stark an, so dass die Schlosskapelle als Gottesdienststätte viel zu klein wurde. 1953 erfolgte die Grundsteinlegung der Pauluskirche. Die zur Zeit der Diasporagemeinden zu Bonndorf gehörenden Gebiete Löffingen, Lenzkirch und Grafenhausen bilden heute eigene Kirchengemeinden. Die evangelische Kirchengemeinde Bonndorf hat heute ca. 1250 Gemeindemitglieder.

## Pauluskirche

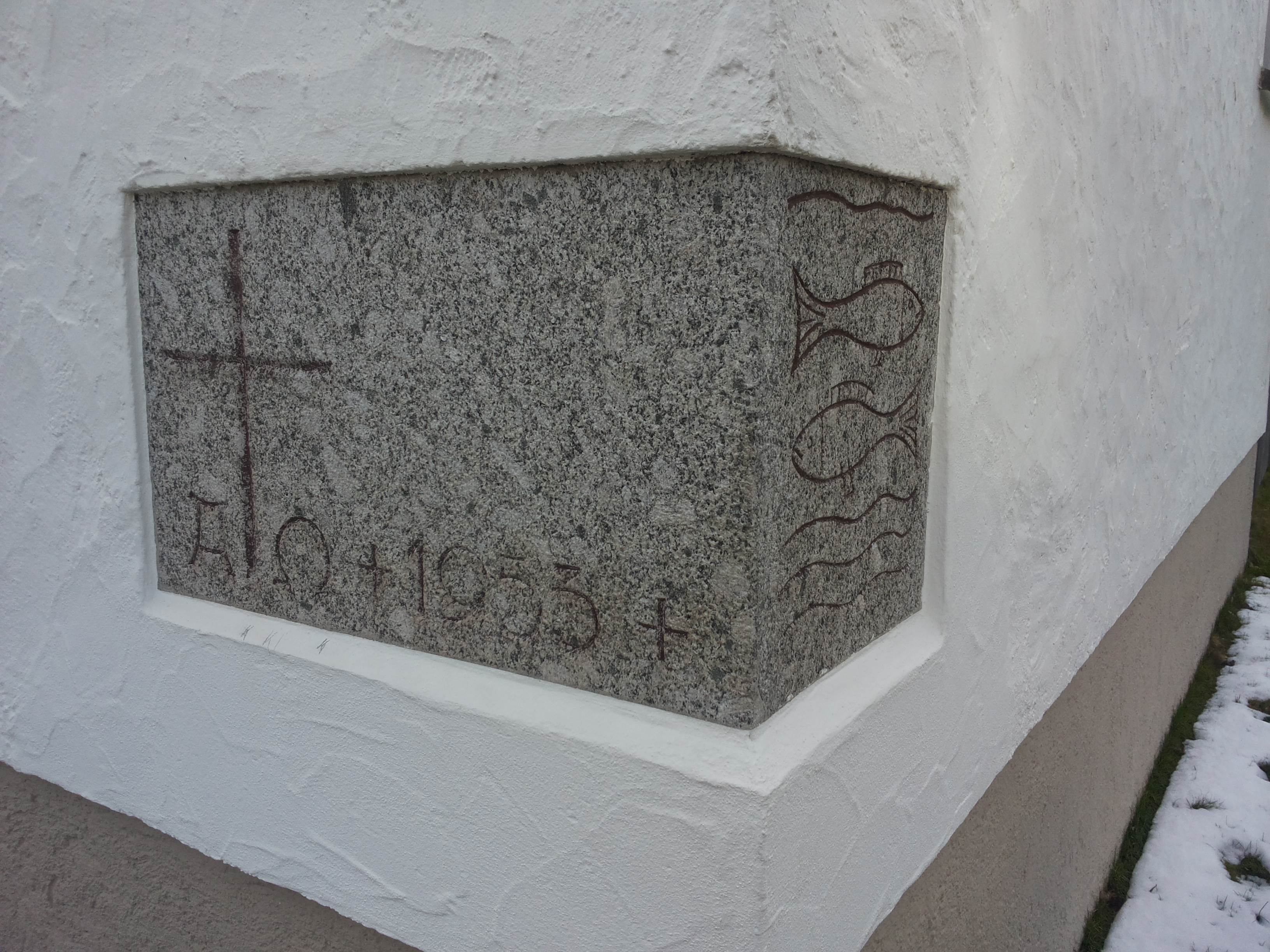
Grundstein 1953 der Pauluskirche in Bonndorf

Nach dem Zweiten Weltkrieg ist die evangelische Kirchengemeinde so stark angewachsen, dass die Schlosskapelle zu klein geworden ist. 1953 wurde daher der Grundstein für ein eigenes Kirchengebäude mit angegliedertem Gemeindesaal und Pfarrhaus gelegt. Mit Unterstützung durch die politische Gemeinde Bonndorf und viel Eigenleistung konnte die Kirche 1954 ihrer Bestimmung übergeben werden. Zum Zeitpunkt der Fertigstellung hatte die Kirche weder Glocken noch eine Orgel. 
Wie bereits zur Zeit der Schlosskapelle läuteten zu hohen Festtagen die Glocken der katholischen St.-Peter-und-Paul-Kirche auch zu den evangelischen Gottesdiensten. 1957 erhielt der Turm mit der Rogate seine erste Glocke, eine vom Gustav-Adolf-Werk überlassene Stahlglocke, die aber nicht gut zu einer 1959 angeschafften zweiten Stahlgocke passte und daher weitergegeben wurde. 1963 wurde diese zweite Glocke durch drei kleinere Glocken aus Bronze der Glockengießerei Bachert in Karlsruhe zu einem vierstimmigen Glockengeläut erweitert. Die Namen der Glocken sind die Bezeichnungen von vier Sonntagen der Osterzeit.
| Glocke | Name     | Material | Durchmesser | Gewicht | Schlagton | Inschriften                                                                                                   |
| ------ | -------- | -------- | ----------- | ------- | --------- | --- |
| 1      | Jubilate | Stahl    | 1180 mm     | 649 kg  | fis′+1    | Jauchzet Gott alle Lande (Psalm 66,1) Mein eherner Mund tut allen kund dem Herrn allein die Ehre              |
| 2      | Laudate  | Bronze   |             | 465 kg  | gis′±0    | Singet dem Herrn ein neues Lied (Psalm 98,1) Singt Lob und Dank mit freiem Klang unserem Herrn zu allen Zeite |
| 3      | Rogate   | Bronze   |             | 370 kg  | ais′±0    | Betet ohne Unterlass (1.Thess. 5,15) Gib, dass nicht bet allein der Mund, Hilf, dass es geh von Herzensgrund  |
| 4      | Exaudi   | Bronze   | 1045 mm     | 240 kg  | cis″+1    | Herr, erhöre mich (Psalm 27,7) O, Heilger Geist, kehr bei uns ein                                             |

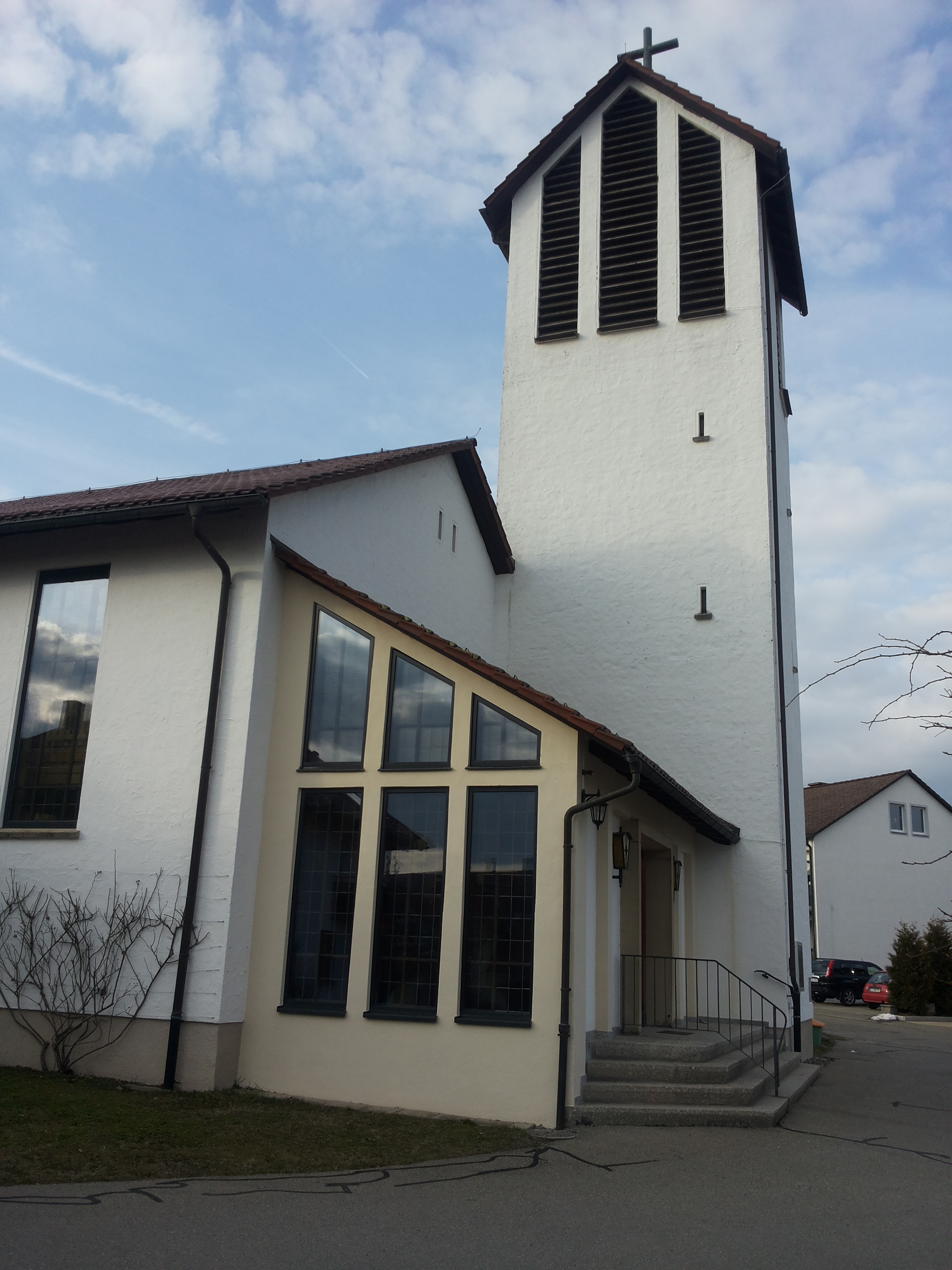
Eingang und Turm der Pauluskirche in Bonndorf

1966 erhielt die Kirche eine Orgel von Mönch Orgelbau, wozu die Empore mittels Stahlträger verstärkt werden musste. Die Orgel hat 12 Register auf zwei Manualen und Pedal.

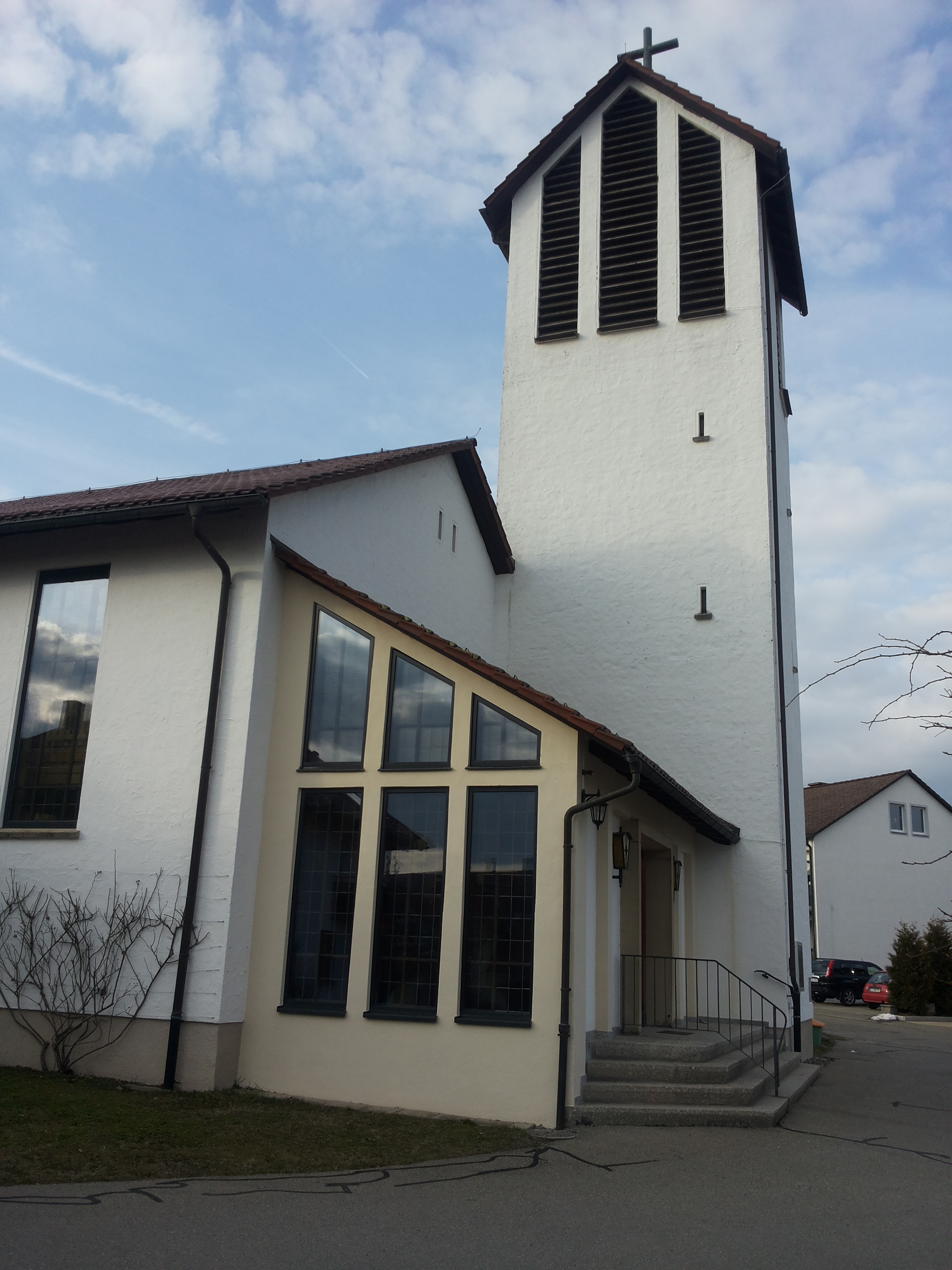
Eingang und Turm der Pauluskirche in Bonndorf

In den letzten Jahren wurde die Kirche im Innern mit dem Gemeindesaal renoviert und energetisch auf den aktuellen Stand gebracht.